# Gornji Kosinj
Gornji Kosinj je dio Kosinjske doline i naselje u Republici Hrvatskoj, u sastavu Općine Perušić, Ličko-senjska županija. 

## Stanovništvo
Prema popisu stanovništva iz 2001. godine, naselje je imalo 192 stanovnika te 101 obiteljskih kućanstava.
| broj stanovnika | 806   | 2081  | 2176  | 1397  | 1409  | 1407  | 1162  | 1211  | 1076  | 969   | 848   | 775   | 562   | 344   | 192   | 132   | 92    |
|                 | 1857. | 1869. | 1880. | 1890. | 1900. | 1910. | 1921. | 1931. | 1948. | 1953. | 1961. | 1971. | 1981. | 1991. | 2001. | 2011. | 2021. |

## Poznate osobe
Rodom iz Gornjeg Kosinja su:
- hrvatski pjesnik Lavoslav Vukelić
- hrvatski komunistički dužnosnik, partizan i sindikalist Đuro Špoljarić
- dogradonačelnik grada Zagreba u vrijeme NDH Tomo Biljan